# Flex Your Head
Flex Your Head è una compilation di gruppi hardcore punk della scena di Washington, di cui è considerata la raccolta più completa. Pubblicata originariamente nel 1982 dalla Dischord, è stata ristampata nel 1993.

## Tracce
1. I Drink Milk (The Teen Idles) - 1:07
2. Commie Song (The Teen Idles) - 0:59
3. No Fun (The Teen Idles) - 2:32
4. Rat Patrol (Untouchables) - 0:59
5. Nic Fit (Untouchables) - 1:01
6. I Hate You (Untouchables) - 1:24
7. I Hate the Kids (State of Alert) - 0:39
8. Disease (State of Alert) - 0:27
9. Stepping Stone (State of Alert) - 1:56
10. Stand Up (Minor Threat) - 0:52
11. 12 X U (Minor Threat) - 1:09
12. Hey, Ronnie (Government Issue) - 1:08
13. Lie, Cheat, and Steal (Government Issue) - 0:52
14. Moral Majority (Youth Brigade) - 1:06
15. Waste of Time (Youth Brigade) - 0:51
16. Last Word (Youth Brigade) - 1:23
17. Jimi 45 (Red C) - 1:19
18. Pressure's On (Red C) - 1:40
19. 6:00 News (Red C) - 2:03
20. Assassin (Red C) - 0:56
21. Dehumanized (Void) - 1:15
22. Authority (Void) - 0:48
23. My Rules (Void) - 0:59
24. War Games (Iron Cross) - 1:22
25. New Breed (Iron Cross) - 1:21
26. Live for New (Iron Cross) - 2:13
27. Artificial Peace (Artificial Peace) - 1:38
28. Outside Looking In (Artificial Peace) - 0:58
29. Wasteland (Artificial Peace) - 2:01
30. Stolen Youth (Deadline) - 1:43
31. Hear the Cry (Deadline) - 1:02
32. Aftermath (Deadline) - 2:12